# Пеллегрино, Алине
Алине Пеллегрино (порт. Aline Pellegrino; 6 июля 1982, Сан-Паулу), более известная как Алине — бразильская футболистка, защитница, тренер. Выступала за сборную Бразилии.

## Биография

### Клубная карьера
Воспитанница клуба «Орто Флорестал». Помимо футбола, занималась гандболом, гимнастикой, лёгкой атлетикой и волейболом.
На клубном уровне большую часть карьеры провела в Бразилии, выступала за клубы «Сан-Паулу», «Жувентус» (Сан-Паулу), «Уни Сант-Анна», «Сантос». Победительница женского Кубка Либертадорес 2009 и 2010 годов, обладательница Кубка Бразилии 2008 и 2009 годов в составе «Сантоса». В 2005 году некоторое время играла за клуб из Японии.
Осенью 2011 года перешла в российский клуб «Россиянка» (Красноармейск). Дебютный матч за команду сыграла 28 сентября 2011 года в Лиге чемпионов против нидерландского «Твенте», а 2 октября дебютировала в высшей лиге России в игре против «Рязань-ВДВ». Первый гол забила 25 июня 2012 года в ворота воронежской «Энергии». Всего в высшей лиге России сыграла 11 матчей, забила один гол и стала чемпионкой России сезона 2011/12. В Лиге чемпионов провела 5 матчей и стала четвертьфиналисткой.
После возвращения на родину недолго играла за «Ново Мундо».

### Карьера в сборной
Победительница футбольного турнира Универсиады 2001 года в Пекине в составе студенческой сборной Бразилии.
В 2004 году была в составе национальной сборной Бразилии на летней Олимпиаде в Афинах, команда стала серебряным призёром турнира. На чемпионате мира 2007 года сыграла 5 матчей и стала вице-чемпионкой. Финальный турнир Олимпиады 2008 года пропустила из-за травмы колена. На чемпионате мира 2011 года провела 4 матча и стала четвертьфиналисткой. На Олимпиаде 2012 года в Лондоне сыграла один неполный матч, а её команда уступила в четвертьфинале.
Неоднократно участвовала в континентальных турнирах. Победительница Парамериканских игр 2007 года, чемпионка Южной Америки 2010 года и серебряный призёр чемпионата 2006 года.
За сборную Бразилии забила не менее 7 голов. Была капитаном сборной.
В 2013 году работала тренером клуба «Витория дас Табокас», позднее сотрудничала с клубами «Сирио» и «Коринтианс/Аудакс». В дальнейшем — координатор женского футбола в Федерации футбола штата Сан-Паулу. В конце 2010-х годов входила в оргкомитет Премии ФИФА имени Ференца Пушкаша.